# Serotonintransportprotein

Serotonin.

Serotonintransportprotein eller serotoninåterupptagningsprotein är ett enzym som är beläget bland annat på dendriter i serotonerga neuron i centrala nersystemet. Det plockar upp serotonin från synapsen efter att det utsöndrats vid en depolarisering av den presynaptiska nervcellen. Genom att blockera detta enzym med TCA- eller SSRI-preparat kan man öka tiden som serotoninet tillbringar i synapsen, och på så vis kan man öka dess effekt. Detta har visat sig ha en antidepressiv effekt.
Läkemedel som hämmar proteinet är bland annat fontex, citalopram och amitriptylin. Motsägelsefullt nog verkar det antidepressiva läkemedlet tianeptin ha motsatt effekt; det ökar istället aktiviteten hos enzymet. En tänkbar mekanism är att det minskar aktiviteten i amygdala.